# Хаос Золотий
Хаос Золотий (лат. Aureum Chaos) — це область із грубим, в багатьох місцях запалим рельєфом у квадранглі Margaritifer Sinus (MC-19) планети Марс, із центром за координатами 4,4° південної широти та 27° західної довготи. Його протяжність становить близько 351 км, а свою назву він отримав від назви класичної деталі альбедо. Класична назва походить із однієї з перших карт Марса, створених астрономом Джованні Скіапареллі, якого ще називають «батьком Марса». Деталі альбедо він надав назву «Aurea Cherso», що приблизно перекладається як «золотий півострів» — стародавня назва Малайського півострова. «Aureum» – це латинське слово, прикметник у називному відмінку середнього роду, від слова «aureus» — «золотий» («aurum» — «золото»).
В багатьох місцях каньйони Aureum Chaos глибиною сягають 1 км — це трошки більше, ніж половина глибини Великого Каньйону. Проте Aureum Chaos займає площу, близьку до площі штату Алабама, тобто є майже в 20 разів більшим за національний парк Ґранд-Каньйон.

## Опис
Aureum Chaos – це велика система каньйонів та місцевість із великою кількістю форм рельєфу, утворених внаслідок западання поверхні. Великі канали витоку на Марсі, вважається, утворилися внаслідок катастрофічного вивільнення води з поверхневих шарів породи. Чимало з таких каналів беруть свій початок саме в хаосах, де поверхня, очевидно, западала й обрушувалася в порожнини, що утворилися під поверхнею. У місцях, де відбувалися такі процеси, можна натрапити також на блоки незрушених порід. Експеримент OMEGA, проведений космічним апаратом Mars Express, виявив глинисті мінерали (філосилікати) в багатьох місцях в Aureum Chaos. Глинисті мінерали потребують води, щоб сформуватися, тож ця місцевість колись, найімовірніше, містила великі запаси води. Науковці зацікавлені у визначенні того, які місця на Марсі містили великі запаси води, оскільки саме там теоретично можна було б знайти якісь ознаки існування життя на Марсі в минулому чи тепер. Aureum Chaos — це ще один доказ того, що Марс колись мав дуже великі запаси води.
|                                                                                      |
| Великі каньйони в Aureum Chaos, знімок THEMIS. Яри на цих широтах трапляються рідко. |

|                              |
| Aureum Chaos, знімок THEMIS. |

| |
| Знімок, виконаний THEMIS, що демонструє контекст для наступних знімків HiRISE. Чорний прямокутник відповідає розташуванню місцевості, зображеної на знімках HiRISE. Зображена територія є частиною Aureum Chaos. Клацніть на знімку, аби розгледіти деталі. |

|                                                                 |
| Aureum Chaos, знімок виконано HiRISE, в рамках програми HiWish. |

| |
| Знімок частини попереднього зображення зблизька, виконаний камерою HiRISE в рамках програми HiWish. Невеличкі округлі цятки — це валуни. |

| |
| Останець світлого кольору на дні кратера, знімок HiRISE. Стрілками показано відслонення світлих порід (ймовірно багатих на сульфати; колись ці породи вкривали всю площину кратера). |

|                                                                              |
| Останець світлого кольору, знімок виконано HiRISE, в рамках програми HiWish. |

|                                                                                                 |
| Верхівка світло забарвленого останця зблизька, знімок виконано HiRISE в рамках програми HiWish. |